# Руис, Абель
А́бель Руи́с Орте́га (исп. Abel Ruiz Ortega, испанское произношение: [aˈβel ˈrwiθ]; род. 28 января 2000, Альмусафес) — испанский футболист, нападающий клуба «Жирона». Выступал за сборную Испании. Чемпион Олимпийских игр 2024 года.

## Клубная карьера
Абель начинал карьеру в скромном «Альмуссафесе», а с 2008 года занимался в детской футбольной школе клуба «Валенсия». В 2012 году двенадцатилетний Абель Руис присоединился к системе «Барселоны», плавно переходил из одной юниорской категории в другую. 9 апреля 2017 года он дебютировал за вторую команду своего клуба в матче против «Бадалоны».

## Карьера в сборной
Абель представляет Испанию на юношеском уровне с 2015 года. В 2017 году он был вызван главным тренером юношеской сборной Испании Санти Денией на юношеский чемпионат Европы (до 17 лет) в Хорватии, где был назначен капитаном команды. На турнире юный форвард отличился четырьмя забитыми мячами. В составе юношеской сборной он стал чемпионом Европы.

## Достижения
Сборная Испании
- Чемпион Европы (до 17): 2017
- Чемпион Европы (до 19): 2019